# Gouvernement Philippe I
Ne doit pas être confondu avec Gouvernement Philippe II.
Ve République
Cazeneuve Philippe II
Le gouvernement Philippe I est le gouvernement de la République française du 15 mai au 19 juin 2017. C'est le quarantième gouvernement sous la Cinquième République. Proposé par Édouard Philippe — dont les ministres sont nommés le 17 mai —, nommé Premier ministre après l'élection à la présidence d'Emmanuel Macron, il laisse la place après les législatives de juin au gouvernement Philippe II.

## Contexte de formation et de démission
Emmanuel Macron est élu président de la République française le 7 mai 2017, à l'issue du deuxième tour de l'élection présidentielle française de 2017.
Lors de la campagne électorale, Emmanuel Macron avait annoncé que, s'il était élu, il ne reprendrait aucun ministre ayant exercé sous la présidence de François Hollande ; toutefois, Jean-Yves Le Drian et Annick Girardin, membres du gouvernement précédent, figurent dans le gouvernement Philippe, cependant en charge d'autres portefeuilles.
Ce gouvernement comprend 18 ministres et quatre secrétaires d'État, ne respecte pas l'engagement de campagne d'Emmanuel Macron de nommer 15 ministres au maximum.
Le lundi 15 mai 2017, Édouard Philippe est nommé Premier ministre par le nouveau président, au lendemain de l'investiture de ce dernier.
Initialement prévue pour le mardi 16 mai 2017 « en fin de journée », l'annonce de la composition du gouvernement a lieu le lendemain à 15 heures, après vérification de la situation fiscale et des possibles conflits d'intérêts des personnes pressenties pour devenir membres du gouvernement. Le président de la République réunit le premier Conseil des ministres le jeudi 18 mai 2017.
Par un décret publié au journal officiel le 19 mai 2017, Emmanuel Macron décide de limiter le nombre de collaborateurs de ses ministres à dix pour un ministre, huit pour un ministre délégué et cinq pour un secrétaire d'État afin de réduire la taille des cabinets ministériels.
Après le deuxième tour des élections législatives du 18 juin 2017 et la citation de quatre ministres dans différentes enquêtes préliminaires de la justice (Richard Ferrand pour de présumés montages financiers lorsqu'il dirigeait les Mutuelles de Bretagne, Marielle de Sarnez, François Bayrou et Sylvie Goulard pour de présumés emplois fictifs dans le cadre de leurs activités au Parlement européen), le gouvernement présente sa démission, selon la tradition républicaine, le 19 juin 2017.

## Composition
Le gouvernement nommé le 17 mai, outre le Premier ministre, est composé de vingt-deux membres à parité hommes/femmes : dix-huit ministres et quatre secrétaires d'État.
- Neuf ministres sont présentés comme étant de la « société civile ». Parmi eux :
  - un est un ancien candidat de la primaire écologiste de 2011 : Nicolas Hulot[13] ;
  - trois ont exercé dans des cabinets ministériels socialistes : Marlène Schiappa, Élisabeth Borne et Muriel Pénicaud[13] ;
  - un est anciennement membre du Parti socialiste et s'implique dans la primaire citoyenne de 2011 puis dans la campagne de François Hollande en 2012 : Mounir Mahjoubi[13] ;
  - un exerce dans des cabinets ministériels de l'Union pour un mouvement populaire : Jean-Michel Blanquer[14], même si celui-ci conteste être marqué à droite[15] ;
  - cinq n'ont jamais exercé de responsabilités politiques : Laura Flessel, Sophie Cluzel, Agnès Buzyn, Frédérique Vidal, et Françoise Nyssen[13] ;
- Six ministres sont issus de La République en marche (LREM), dont quatre étaient auparavant membres ou proche du PS, un du MoDem et un de LR;
- Deux ministres sont issus du Parti socialiste (PS) : Gérard Collomb et Jean-Yves Le Drian ;
- Deux ministres sont issus du Parti radical de gauche (PRG) : Jacques Mézard et Annick Girardin ;
- Deux ministres sont issus du Mouvement démocrate (MoDem) : Marielle de Sarnez et François Bayrou ;
- Deux ministres sont issus des Républicains (LR), dont le Premier ministre. Cependant, dans un communiqué, Bernard Accoyer, secrétaire général de LR, considère que « les membres de [cette] famille politique qui ont choisi de rejoindre ce gouvernement ne font plus partie des Républicains »[16], mais sans pour autant lancer de procédure d'exclusion à leur encontre[17],[18]. Bruno Le Maire, issu lui aussi de LR, décide de faire campagne aux législatives sous l'étiquette REM, et quitte donc le parti.
- Quatre ministres ont déjà exercé des fonctions ministérielles[19] : Jean-Yves Le Drian et Annick Girardin dans le gouvernement sortant ainsi que François Bayrou (entre 1993 et 1997) et Bruno Le Maire (entre 2008 et 2012).

### Remarques sur les situations antérieures
Il s'agit de la première fois :
- depuis le gouvernement de René Mayer (1953) que le titre de « ministre (ou secrétaire d'État) du Logement » n'est pas utilisé ;
- depuis le deuxième gouvernement de Pierre Messmer (1973-1974) que le titre de « ministre (ou secrétaire d'État) du Budget » n'est pas utilisé ;
- depuis le troisième gouvernement de Pierre Messmer (1974) que le titre de « ministre des Armées » est utilisé ;
- depuis le premier gouvernement d'Alain Juppé (1995) que le « ministre du Travail » n'exerce aucune autre compétence ;
- depuis le troisième gouvernement de Raymond Barre (1978-1981) que le titre de « ministre (ou secrétaire d'État) de la Fonction publique » n'est pas utilisé ;
- depuis le premier gouvernement de Michel Rocard (1988) que le titre de « ministre (ou secrétaire d'État) de la Jeunesse » n'est pas utilisé ;
- depuis le gouvernement d'Édouard Balladur (1993-1995) que le titre de « ministre des Finances » n'est pas utilisé ;
- depuis le second gouvernement d'Alain Juppé (1995-1997) que le titre de « ministre de la Communication » n'est pas utilisé ;
- depuis le gouvernement de Dominique de Villepin (2005-2007) que le titre de « ministre de la Ville » n'est pas utilisé ;
- depuis le gouvernement de Dominique de Villepin (2005-2007) que le ministère des Armées est confié à une femme ;
- depuis le premier gouvernement de François Fillon (2007) que le titre de « ministre (ou secrétaire d'État) des Anciens combattants » n'est pas utilisé ;
- depuis le troisième gouvernement de François Fillon (2010-2012) que le titre de « ministre d'État » est utilisé.

### Périmètres, fusions et nouvelles dénominations
- Le ministère du Logement et de l'Habitat durable, le ministère de la Ville et le ministère de l'Aménagement du territoire, de la Ruralité et des Collectivités territoriales sont intégrés au nouveau ministère de la Cohésion des territoires[20] ;
- Le ministère de l'Environnement, de l'Énergie et de la Mer a pour nouvelle dénomination le ministère de la Transition écologique et solidaire ;
- Le ministère des Affaires étrangères et du Développement international est renommé ministère de l'Europe et des Affaires étrangères ;
- Le ministère de la Défense est renommé ministère des Armées ;
- Le ministère des Affaires sociales et de la Santé est rebaptisé ministère des Solidarités et de la Santé ;
- Le ministère de l'Économie et des Finances est scindé en deux : le ministère de l'Économie et le ministère de l'Action et des Comptes publics (qui intègre également le ministère de la Fonction publique et le secrétariat d'État chargé de la Réforme de l'État et de la Simplification) ;
- Le ministère de l'Éducation nationale, de l'Enseignement supérieur et de la Recherche est scindé en deux : le ministère de l'Éducation nationale et le ministère de l'Enseignement supérieur, de la Recherche et de l'Innovation ;
- Le ministère de l'Éducation nationale reprend dans ses attributions la Jeunesse[21] ;
- Le ministère de la Justice reprend dans ses attributions l'Aide aux victimes[21] ;
- Le ministère de la Transition écologique et solidaire perd l'attribution de la Pêche, qui est réintégrée dans le ministère de l'Agriculture et de l'Alimentation[21] ;
- Les questions relatives à l'Immigration sont partagées entre le ministère de la Cohésion des territoires et le ministère de l'Intérieur[21].

## Organisation fonctionnelle
Organisation fonctionnelle du 17 mai au 19 juin 2017 (Affaires courantes du 19 au 21 juin 2017) :
Premier ministre
- Édouard Philippe, Premier ministre
- Christophe Castaner, secrétaire d'État auprès du Premier ministre, chargé des Relations avec le Parlement, porte-parole du Gouvernement
- Marlène Schiappa, secrétaire d'État auprès du Premier ministre, chargée de l'Égalité entre les femmes et les hommes
- Sophie Cluzel, secrétaire d'État auprès du Premier ministre, chargée des Personnes handicapées
- Mounir Mahjoubi, secrétaire d'État auprès du Premier ministre, chargé du Numérique

Ministère de l'Intérieur
- Gérard Collomb, ministre d'État, ministre de l'Intérieur

Ministère de la Transition écologique et solidaire
- Nicolas Hulot, ministre d'État, ministre de la Transition écologique et solidaire
- Élisabeth Borne, ministre auprès du ministre d'État, ministre de la Transition écologique et solidaire, chargée des Transports

Ministère de la Justice
- François Bayrou, ministre d'État, garde des Sceaux, ministre de la Justice

Ministère des Armées
- Sylvie Goulard, ministre des Armées

Ministère de l'Europe et des Affaires étrangères
- Jean-Yves Le Drian, ministre de l'Europe et des Affaires étrangères
- Marielle de Sarnez, ministre auprès du ministre de l'Europe et des Affaires étrangères, chargée des Affaires européennes

Ministère de la Cohésion des territoires
- Richard Ferrand, ministre de la Cohésion des territoires

Ministère des Solidarités et de la Santé
- Agnès Buzyn, ministre des Solidarités et de la Santé

Ministère de la Culture
- Françoise Nyssen, ministre de la Culture

Ministère de l'Économie
- Bruno Le Maire, ministre de l'Économie

Ministère du Travail
- Muriel Pénicaud, ministre du Travail

Ministère de l'Éducation nationale
- Jean-Michel Blanquer, ministre de l'Éducation nationale

Ministère de l'Agriculture et de l'Alimentation
- Jacques Mézard, ministre de l'Agriculture et de l'Alimentation

Ministère de l'Action et des Comptes publics
- Gérald Darmanin, ministre de l'Action et des Comptes publics

Ministère de l'Enseignement supérieur, de la Recherche et de l'Innovation
- Frédérique Vidal, ministre de l'Enseignement supérieur, de la Recherche et de l'Innovation

Ministère des Outre-mer
- Annick Girardin, ministre des Outre-mer

Ministère des Sports
- Laura Flessel, ministre des Sports

## Galerie du gouvernement lors de sa démission

### Premier ministre
| Image            | Fonction         | Nom | Nom              | Parti |
| ---------------- | ---------------- | --- | ---------------- | ----- |
| Édouard Philippe | Premier ministre |     | Édouard Philippe | LR    |

### Ministres d'État
| Image           | Fonction                                                           | Nom | Nom             | Parti |
| --------------- | ------------------------------------------------------------------ | --- | --------------- | ----- |
| Gérard Collomb  | Ministre d'État, ministre de l'Intérieur                           |     | Gérard Collomb  | PS    |
| Nicolas Hulot   | Ministre d'État, ministre de la Transition écologique et solidaire |     | Nicolas Hulot   | ÉCO   |
| François Bayrou | Ministre d'État, garde des Sceaux, ministre de la Justice          |     | François Bayrou | MoDem |

### Ministres
| Image                 | Fonction                                                                 | Nom | Nom                  | Parti   |
| --------------------- | ------------------------------------------------------------------------ | --- | -------------------- | ------- |
| Sylvie Goulard        | Ministre des Armées                                                      |     | Sylvie Goulard       | Modem   |
| Jean-Yves le Drian    | Ministre de l'Europe et des Affaires étrangères                          |     | Jean-Yves Le Drian   | PS      |
| Richard Ferrand       | Ministre de la Cohésion des territoires                                  |     | Richard Ferrand      | LREM    |
| Agnès Buzyn           | Ministre des Solidarités et de la Santé                                  |     | Agnès Buzyn          | SE      |
| Françoise Nyssen      | Ministre de la Culture                                                   |     | Françoise Nyssen     | DVG     |
| Bruno Le Maire        | Ministre de l'Économie                                                   |     | Bruno Le Maire       | LR      |
| Muriel Pénicaud       | Ministre du Travail                                                      |     | Muriel Pénicaud      | DVG     |
| Jean-Michel Blanquer  | Ministre de l'Éducation nationale                                        |     | Jean-Michel Blanquer | DVD     |
| Jacques Mézard        | Ministre de l'Agriculture et de l'Alimentation                           |     | Jacques Mézard       | PRG     |
| Gérald Darmanin       | Ministre de l'Action et des Comptes publics                              |     | Gérald Darmanin      | LR      |
| Frédérique Vidal      | Ministre de l'Enseignement supérieur, de la Recherche et de l'Innovation |     | Frédérique Vidal     | SE      |
| Annick Girardin       | Ministre des Outre-mer                                                   |     | Annick Girardin      | PRG-CSA |
| Laura Flessel-Colovic | Ministre des Sports                                                      |     | Laura Flessel        | SE      |

### Ministres auprès d'un ministre
| Image              | Fonction                                  | Ministre de rattachement                                           | Nom | Nom                | Parti |
| ------------------ | ----------------------------------------- | ------------------------------------------------------------------ | --- | ------------------ | ----- |
| Élisabeth Borne    | Ministre chargée des Transports           | Ministre d'État, ministre de la Transition écologique et solidaire |     | Élisabeth Borne    | DVG   |
| Marielle de Sarnez | Ministre chargée des Affaires européennes | Ministre de l'Europe et des Affaires étrangères                    |     | Marielle de Sarnez | MoDem |

### Secrétaires d'État
| Image               | Fonction                                                                               | Ministre de rattachement | Nom | Nom                 | Parti |
| ------------------- | -------------------------------------------------------------------------------------- | ------------------------ | --- | ------------------- | ----- |
| Christophe Castaner | Secrétaire d'État chargé des Relations avec le Parlement, porte-parole du gouvernement | Premier ministre         |     | Christophe Castaner | LREM  |
| Marlène Schiappa    | Secrétaire d'État chargée de l'Égalité entre les femmes et les hommes                  | Premier ministre         |     | Marlène Schiappa    | LREM  |
| Sophie Cluzel       | Secrétaire d'État chargée des Personnes handicapées                                    | Premier ministre         |     | Sophie Cluzel       | SE    |
| Mounir Mahjoubi     | Secrétaire d'État chargé du Numérique                                                  | Premier ministre         |     | Mounir Mahjoubi     | LREM  |

## Répartition partisane
| Parti | Parti                         | Premier ministre | Ministres d'État | Ministres | Ministres délégués | Secrétaires d'État | Total |
| ----- | ----------------------------- | ---------------- | ---------------- | --------- | ------------------ | ------------------ | ----- |
|       |                               | 1                | 3                | 13        | 2                  | 4                  | 23    |
|       | Les Républicains (dissidents) | 1                |                  | 2         |                    |                    | 3     |
|       | Parti socialiste (dissidents) |                  | 1                | 1         |                    |                    | 2     |
|       | Mouvement démocrate           | 1                |                  | 1         |                    | 2                  |       |
|       | Divers écologiste             | 1                |                  |           |                    | 1                  |       |
|       | Sans étiquette                |                  | 3                |           | 1                  | 4                  |       |
|       | Divers gauche                 |                  | 2                | 1         |                    | 3                  |       |
|       | La République en marche       |                  | 2                |           | 3                  | 5                  |       |
|       | Parti radical de gauche       |                  | 2                |           |                    | 2                  |       |
|       | Divers droite                 |                  | 1                |           |                    | 1                  |       |

## Parité hommes - femmes
Comptant onze femmes et douze hommes avec le Premier ministre, le gouvernement est presque paritaire. Toutefois, une seule femme, Sylvie Goulard, occupe un ministère régalien, en tant que ministre des Armées.
Durant la campagne électorale, Emmanuel Macron a promis de rétablir un ministère « plein et entier » des Droits des femmes. Il constitue finalement un secrétariat d'État, échelon plus faible dans la hiérarchie ministérielle. L’association féministe Les Effronté-e-s estime que c'est un signal négatif,, tandis que Fatima El Ouasdi, présidente de l'association Politiqu'elles, qui œuvre à la promotion des femmes dans la société et lutte contre le sexisme, qualifie ce choix de « reniement ».

## Principales actions
- Projet de loi de moralisation et de transparence de la vie politique, présenté en Conseil des ministres par François Bayrou le 14 juin 2017.
- Novembre 2017 : surtaxe sur les bénéfices des très grandes entreprises[27],[28].

## Analyse et popularité
Michel Offerlé estime que « ce qui frappe en regardant les parcours ministériels, c’est pour beaucoup d’entre eux leur plasticité et leurs compétences linguistiques ». Il ne s’agit pas du maniement de langues étrangères, mais de la maîtrise de la langue politique, celle de l’État et celle de l’entreprise. Une sorte d’espéranto entrepreneurial ressortissant du monde de l’économie. Une société civile entreprenante, que des mobilisations dans les milieux économiques appellent de leurs vœux pour régénérer la classe politique ».
Après l'annonce du gouvernement, 61 % des Français sont satisfaits de sa composition, dont 93 % des électeurs d’Emmanuel Macron au premier tour de la présidentielle, contre 38 % de mécontents ; il incarne le renouvellement promis pour 65 % (86 % de ses partisans), 54 % estiment que le nouveau gouvernement répondra aux problèmes du pays (83 %) mais 52 % sont réservés sur la cohabitation de divers horizons politiques pendant un quinquennat (31 %).
Après son investiture, Emmanuel Macron recueille la confiance de 45 % des Français, sensiblement plus que la dernière cote de François Hollande (26 %), mais cela témoigne de l’absence d’état de grâce : son prédécesseur avait 58 % à son investiture, Nicolas Sarkozy 59 %, Jacques Chirac 53 % en juin 2002 et 61 % en mai 1995. Édouard Philippe obtient quant à lui 36 % de confiance, moins que Jean-Marc Ayrault avec 56 % à sa nomination, François Fillon 50 %, Jean-Pierre Raffarin 54 % et Alain Juppé 59 %, mais 21 % des Français ne se prononcent pas du fait de sa faible notoriété nationale.